# Fontaine-sous-Préaux
Fontaine-sous-Préaux ist eine französische Gemeinde mit 562 Einwohnern (Stand: 1. Januar 2022) im Département Seine-Maritime in der Region Normandie. Sie gehört zum Arrondissement Rouen sowie zum Kanton Darnétal. 

## Geographie
Fontaine-sous-Préaux liegt etwa sieben Kilometer nordöstlich von Rouen und wird umgeben von den Nachbargemeinden Isneauville im Norden und Nordwesten, Quincampoix im Nordosten, Préaux im Osten, Roncherolles-sur-le-Vivier im Süden und Südosten sowie Saint-Martin-du-Vivier im Westen und Südwesten.

## Bevölkerungsentwicklung
| Jahr                      | 1962 | 1968 | 1975 | 1982 | 1990 | 1999 | 2006 | 2013 |
| Einwohner                 | 174  | 186  | 263  | 304  | 474  | 464  | 572  | 510  |
| Quelle: Cassini und INSEE |      |      |      |      |      |      |      |      |

## Sehenswürdigkeiten

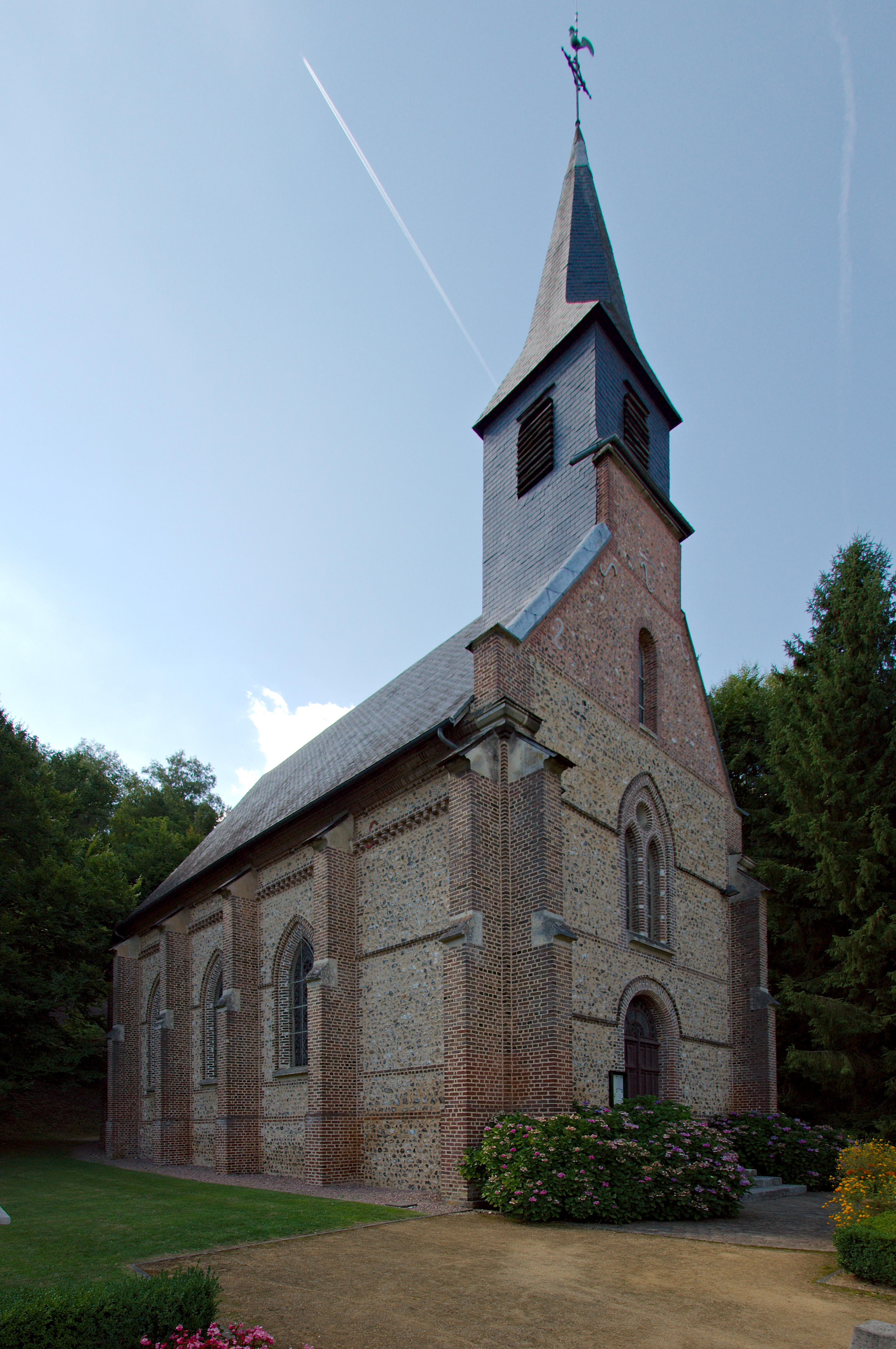
Kirche Saint-Pierre

- Kirche Saint-Pierre, 1847 erbaut

## Persönlichkeiten
- Choupette (* 2011), Katze Karl Lagerfelds